# شیر دریایی استرالیایی
شیر دریایی استرالیایی (نام علمی: Neophoca cinerea) نام یک گونه از تیره فک گوش‌دار است.
این گونه از شیر دریایی بومی استرالیا است. و در حال حاضر در خطر انقراض می‌باشد.

## فیلوژنتیک
شیر دریایی استرالیایی از اندام‌های بال‌های خود برای به جلو راندن خود در آب استفاده می‌کنند و می‌توانند با باله‌های کناری خود روی زمین راه بروند. بدن آن‌ها خز کوتاه، باله‌های کوتاه و بدن حجیمی دارد.
این نوع پستانداران در سواحل غربی و جنوبی استرالیا و در جزایر ساحلی زندگی می‌کنند. آن‌ها معمولاً در یک مکان ساکن هستند و خانه‌هایشان را ترک نمی‌کنند.

## تصاویر

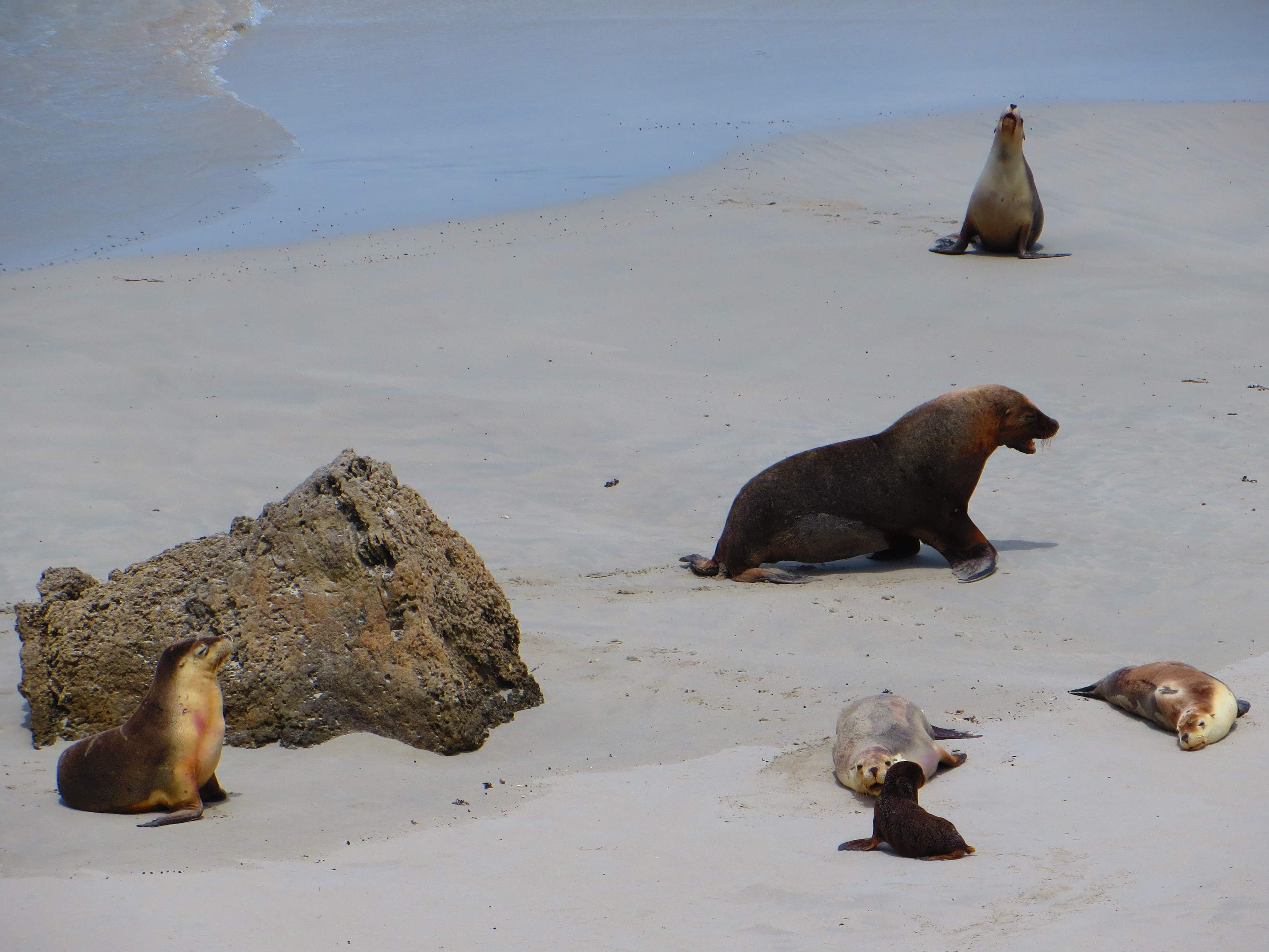
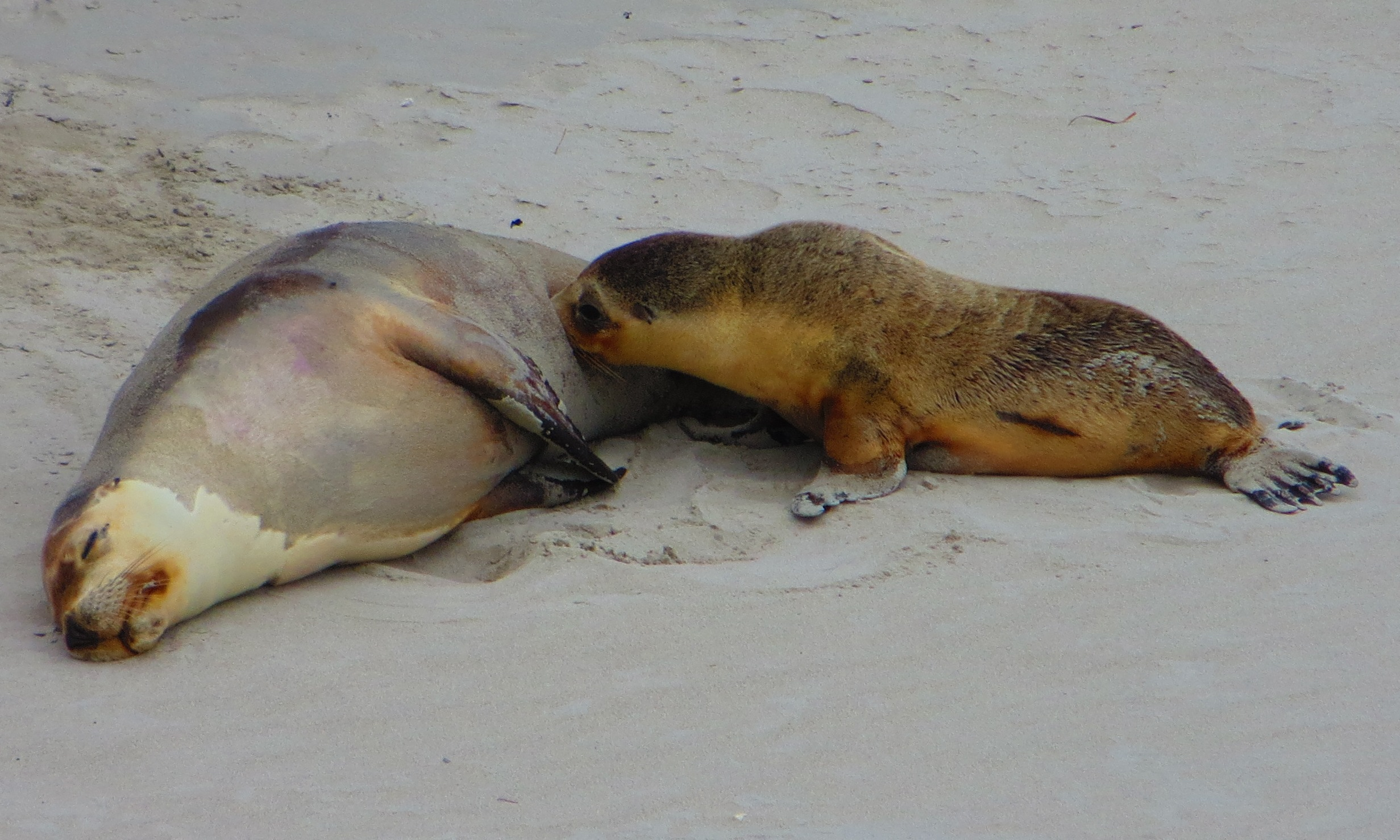
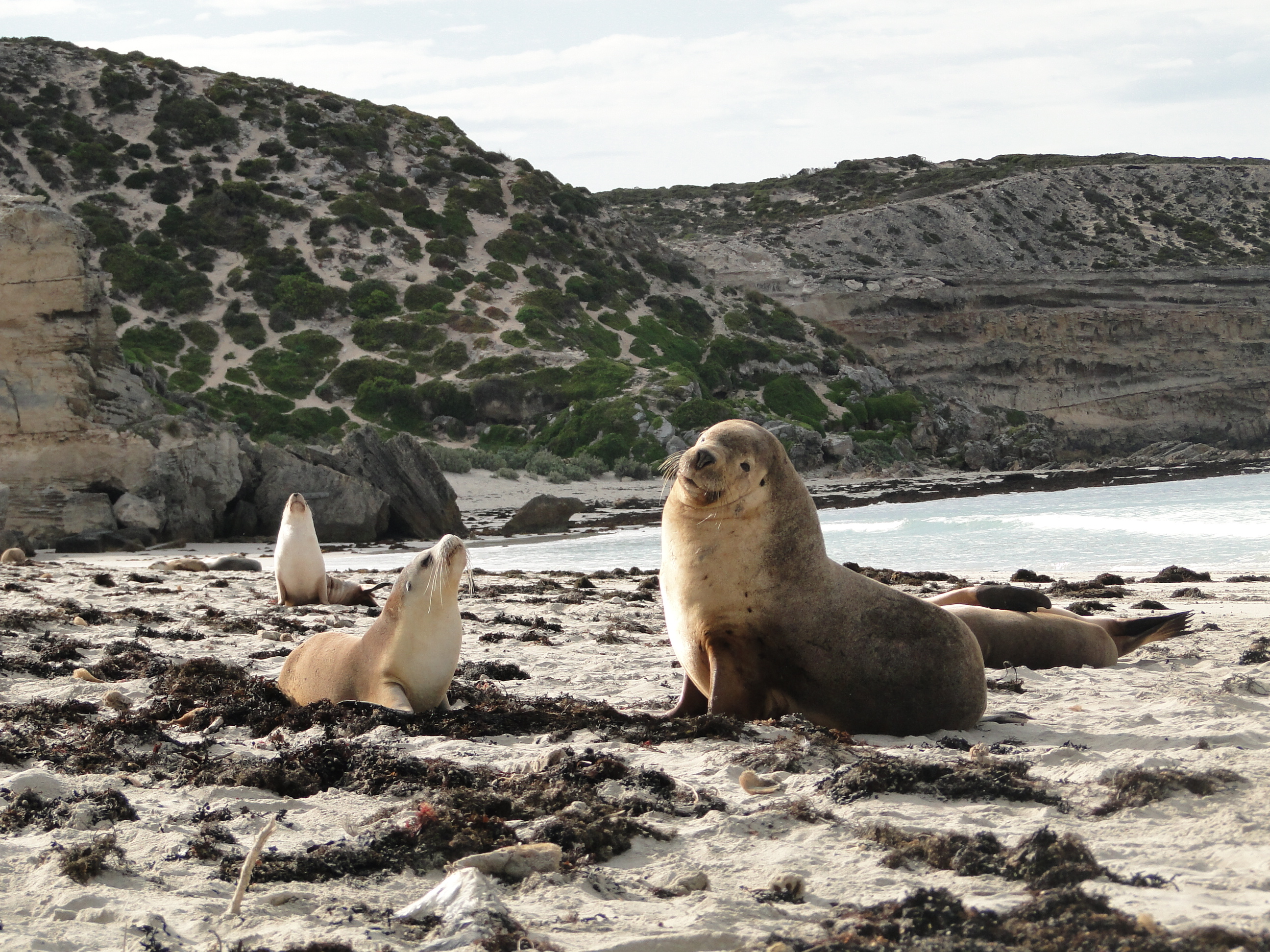
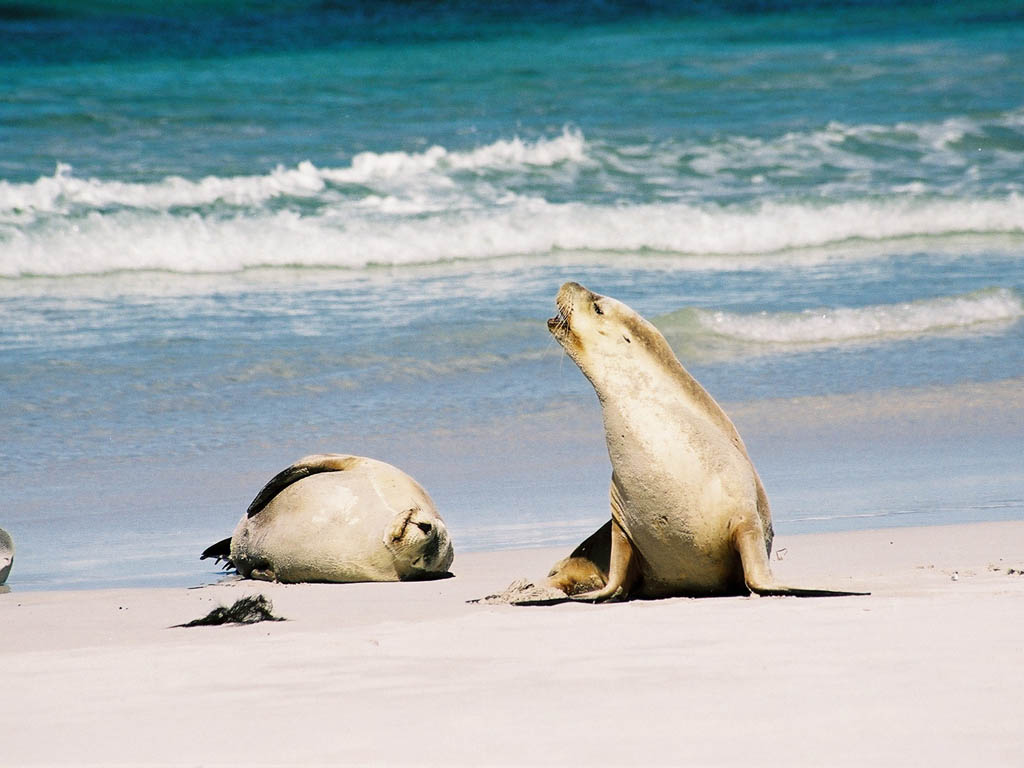
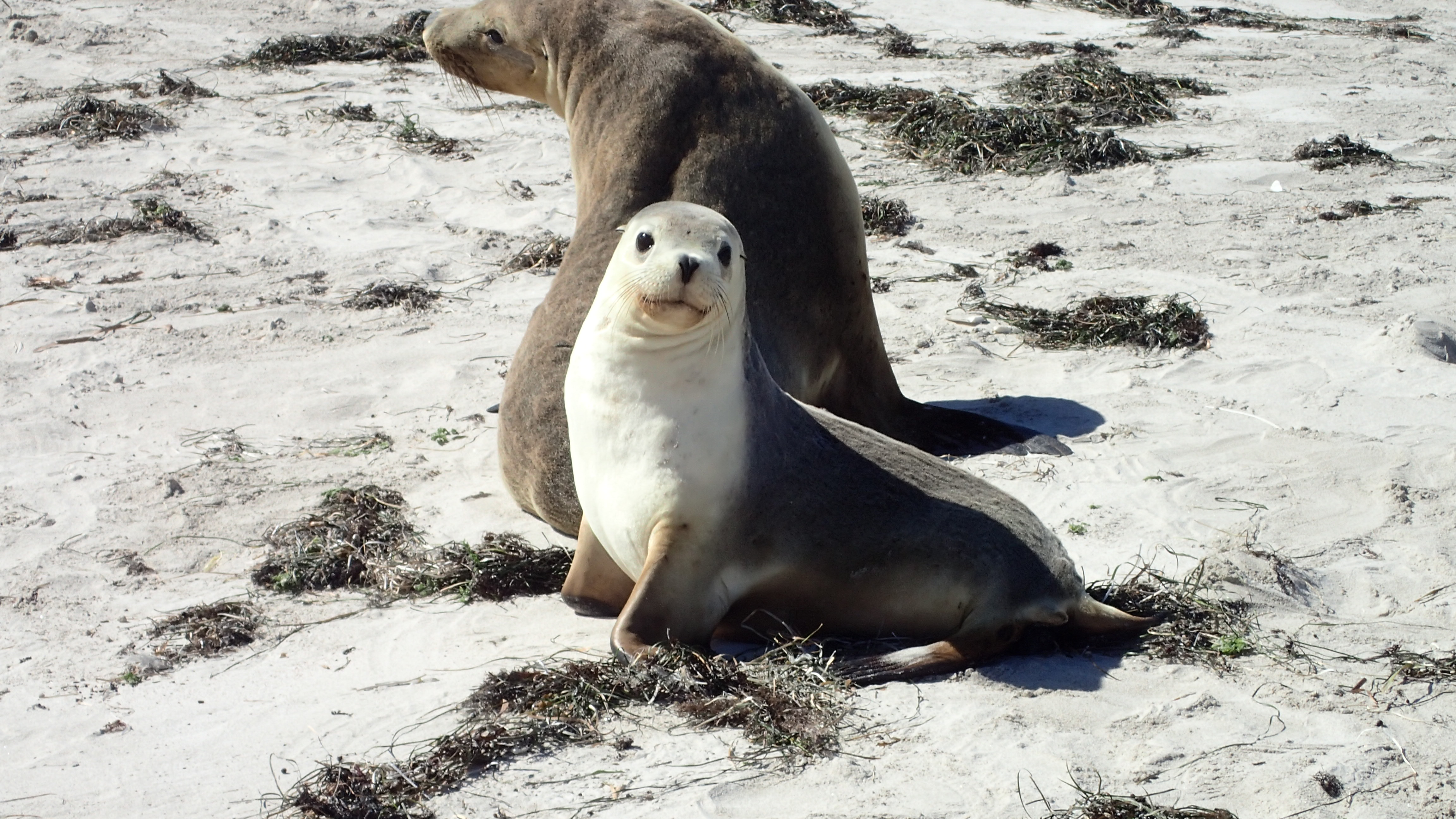
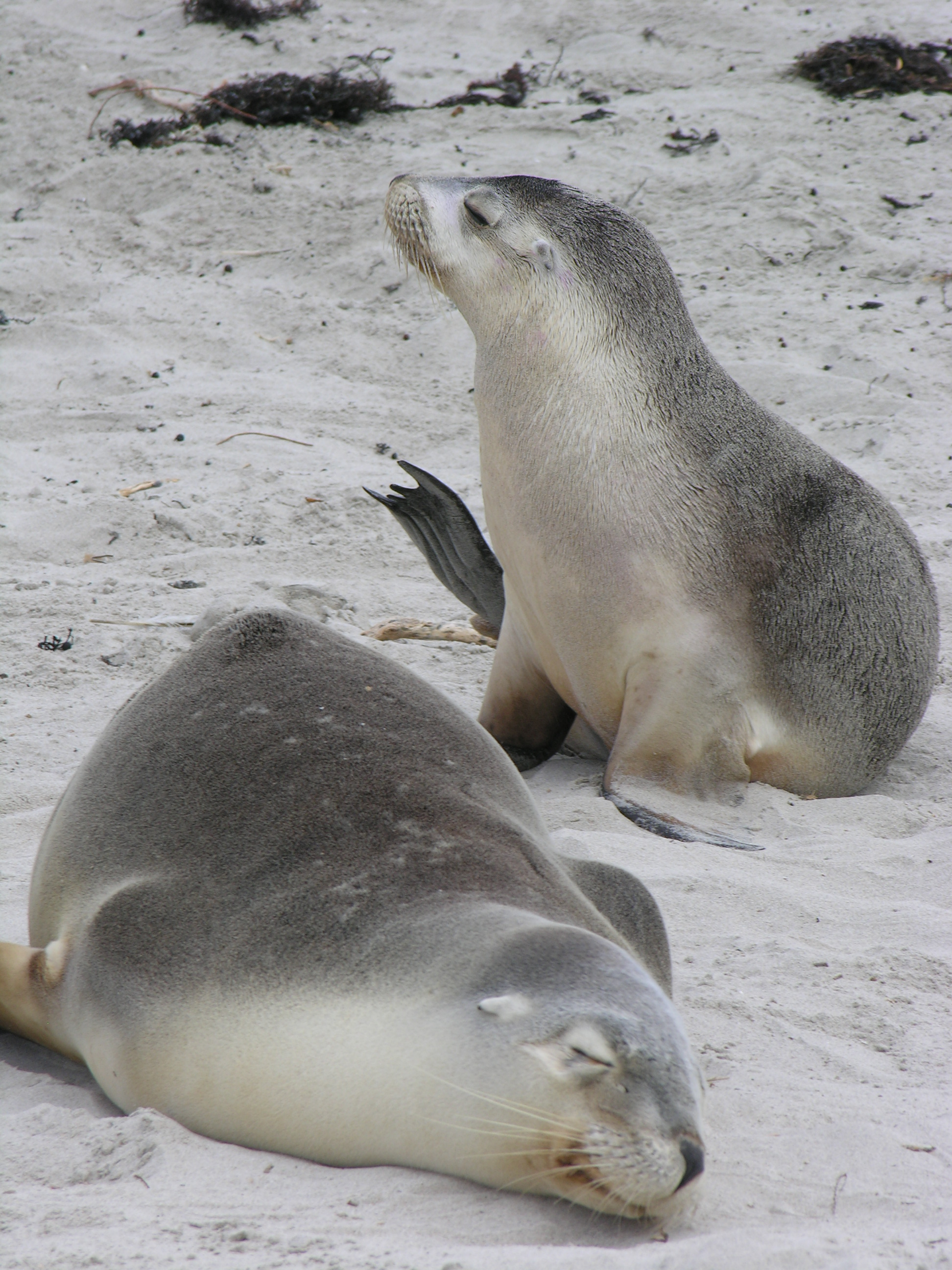
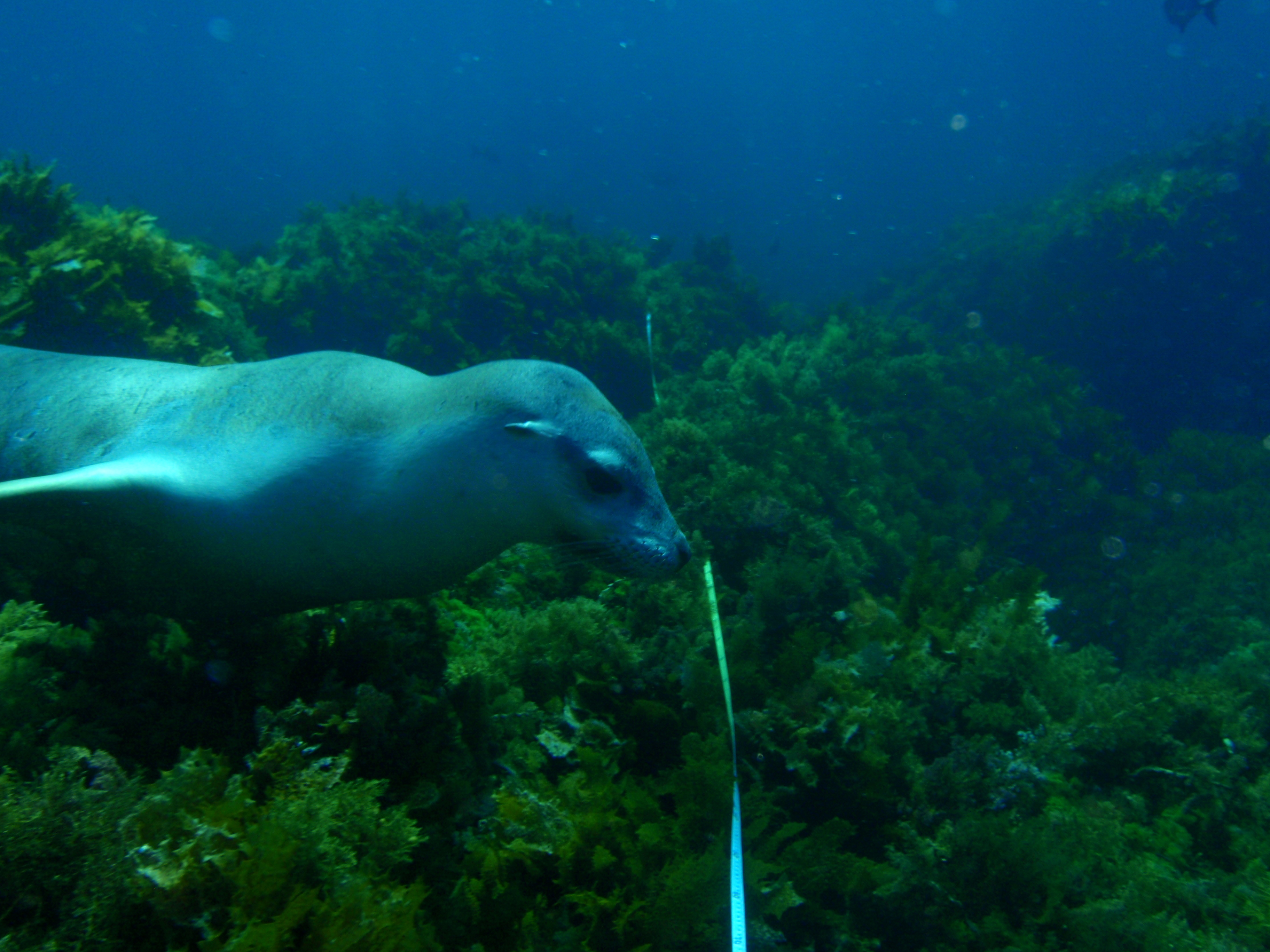
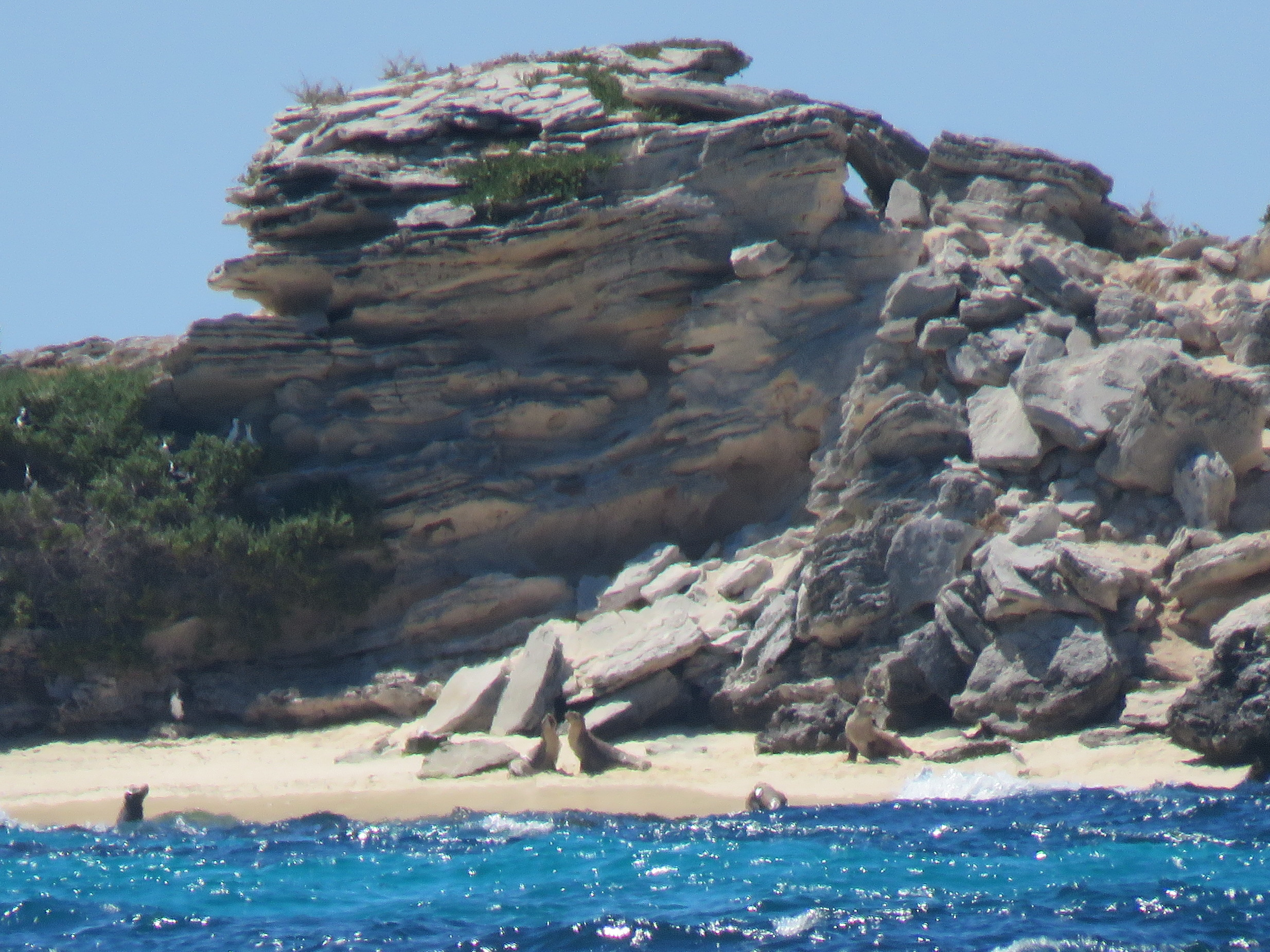
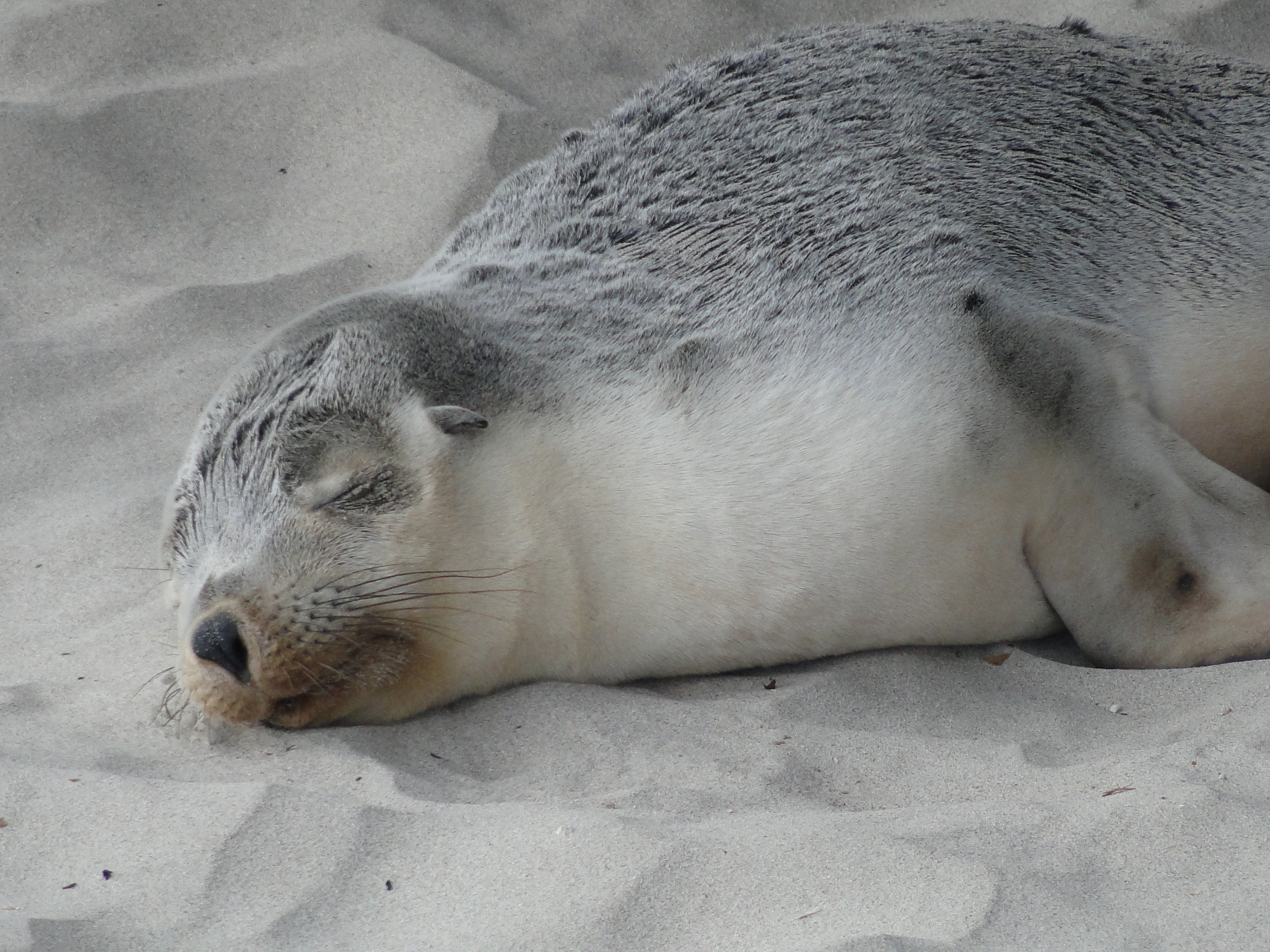
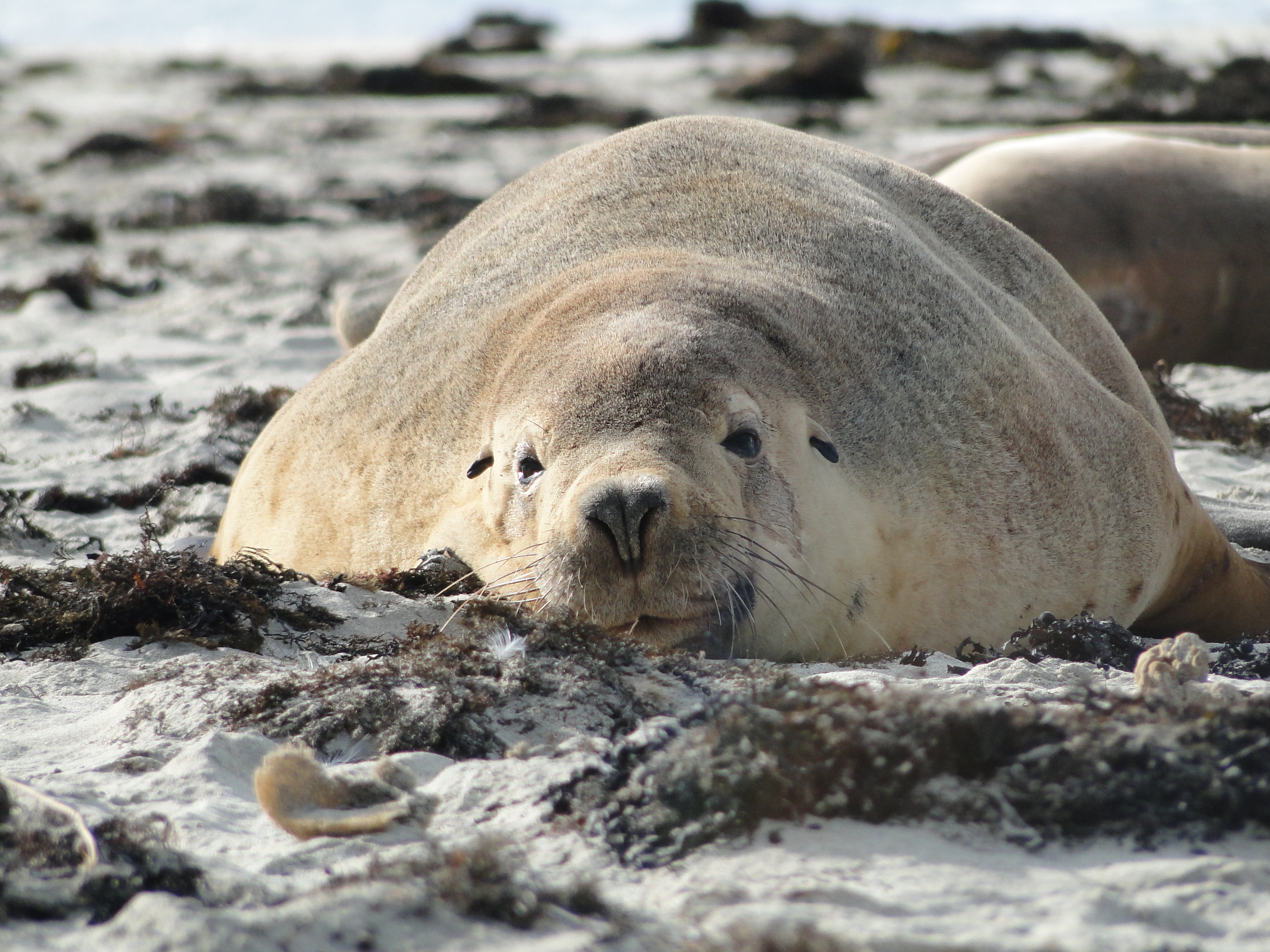
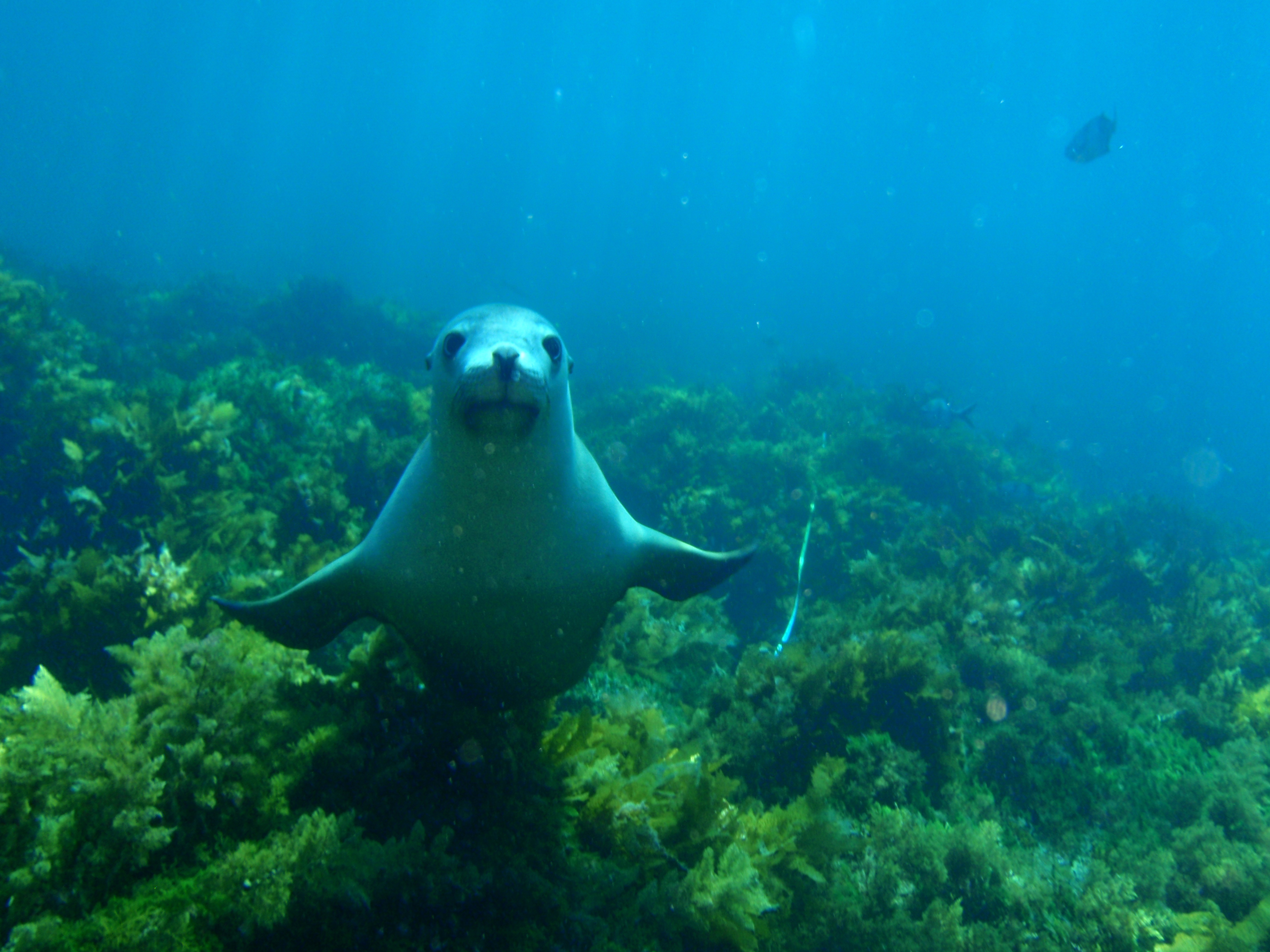
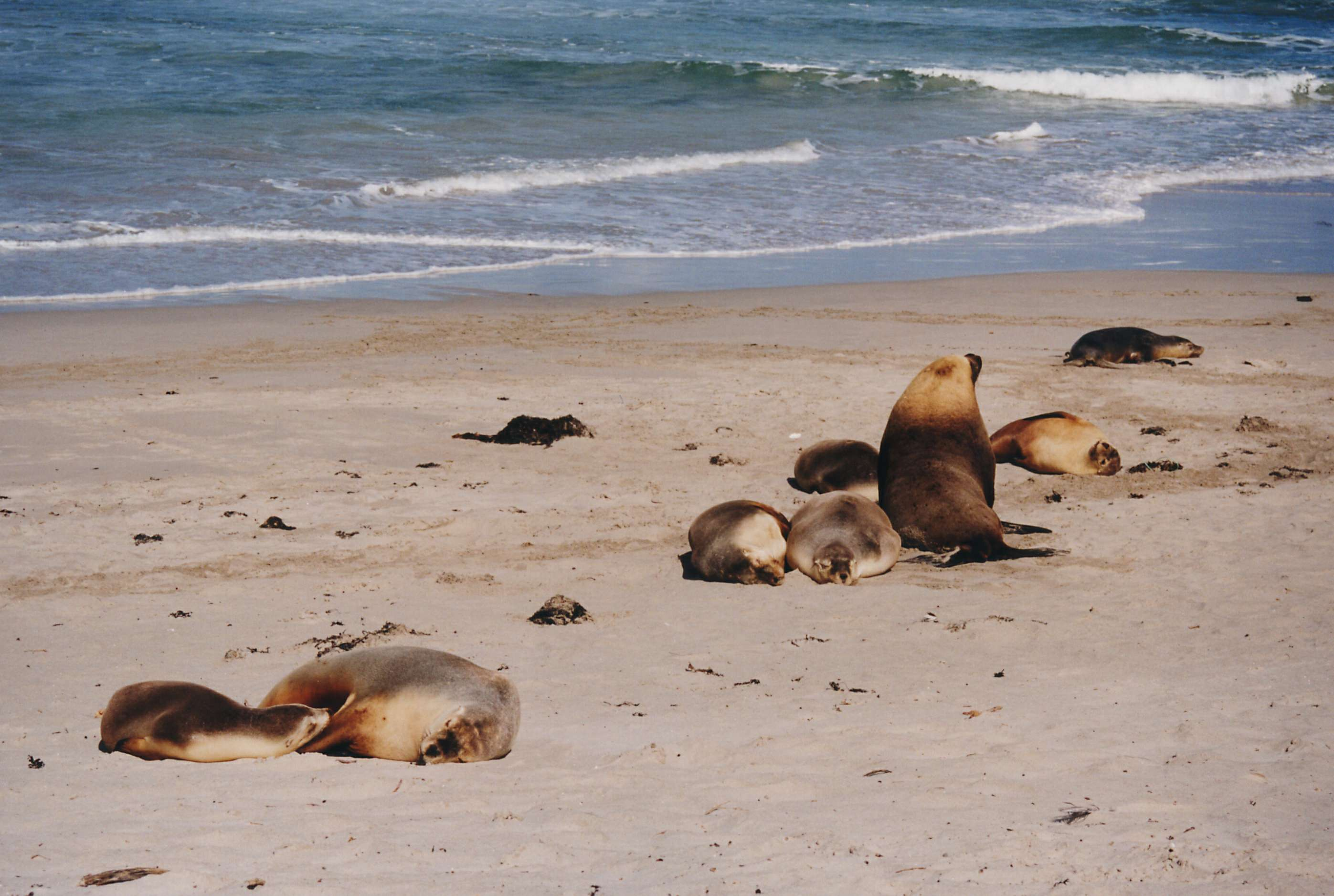